# Wakit Tama
Wakit Tama est une coalition tchadienne fondée en 2021.

## Historique
En mars 2021, la structure appelle à manifester contre la tenue de l'élection présidentielle tchadienne de 2021.
En août 2022, elle se retire de discussions avec la junte.
En mai 2024, elle dénonce des fraudes lors de l'élection présidentielle tchadienne de 2024.